# Delgercogt járás
Delgercogt járás (mongol nyelven: Дэлгэрцогт сум) Mongólia Közép-Góbi tartományának egyik járása. Területe 2520 km². Népessége kb. 2800 fő.
Székhelye, Amardalaj (Амардалай) 44 km-re fekszik Mandalgobi tartományi székhelytől.